# Подводные лодки типа «Фока»
Подводные минные заградители типа «Фока» (итал. Foca) вошли в строй в 1937—1939 гг.
Проект разработан фирмой «Този» на основе построенных ранее лодок типов «Архимед» и «Пьетро Микка». Конструкция частично двухкорпусная, рабочая глубина погружения 100 м. Всего были построены 3 лодки.
На заградителях этого типа применялись сразу две различные системы постановок мин — горизонтальная и вертикальная. По 8 мин размещалось в двух кормовых горизонтальных шахтах и ещё 20 располагались в вертикальных шахтах, как на ПЛ «Пьетро Микка». Лодки типа «Фока» имели массивную рубку, в задней части которой размещалось 102-мм\43 орудие, теоретически способное благодаря возвышенному положению вести огонь в свежую погоду.
В 1941 году на лодках «Атропо» и «Зоеа» орудие было заменено на более длинноствольное 100мм\47, для улучшения остойчивости его расположили по традиционной схеме — к носу от рубки.

## Список ПЛ типа «Фока»
| Подводная лодка | Верфь | Спущена на воду | Начало службы | Конец службы                                                                                                 |
| --------------- | ----- | --------------- | ------------- | --- |
| Atropo          | Този  | 20.10.1938      | 14.2.1939     | исключена 23.3.1947.                                                                                         |
| Foca            | Този  | 26.6.1937       | 16.11.1937    | пропала в ноябре 1940 в восточной части Средиземного моря. Возможно подорвалась на мине возле Хайфы 15.10.40 |
| Zoea            | Този  | 5.12.1937       | 12.2.1938     | исключена 23.3.1947                                                                                          |